# 1914年逝世人物列表
下面是1914年逝世的知名人士列表。
1914年逝世人物列表：1月 - 2月 - 3月 - 4月 - 5月 - 6月 - 7月 - 8月 - 9月 - 10月 - 11月 - 12月

## 1月

### 8日
- 西蒙·玻利瓦尔·巴克纳，美國軍人和政治家，肯塔基州第30任州長[1]

### 10日
- 萊昂妮·阿維亞特，法國羅馬天主教修女和聖人

### 11日
- 卡爾·雅各森，丹麥釀酒師和藝術贊助人

### 15日
- 卡米洛·加西亞·德·波拉維耶哈，西班牙將軍

### 16日
- 伊东祐亨，日本海軍上將

### 17日
- 費爾南德·富羅，法國探險家

### 19日
- 坎德拉里亞·菲格雷多，古巴愛國者
- 喬治·皮克特，法國將軍和政治家

### 26日
- 何塞·加布里埃爾·德爾·羅薩里奧·布羅切羅，阿根廷羅馬天主教神父和聖人

## 2月

### 1日
- 阿爾伯特·岡特，德國出生的英國動物學家[2]

### 4日
- 佩爾·帕爾松，瑞典罪犯

### 13日
- 阿方斯·贝蒂荣，法國員警和法醫科學家

### 16日
- 青木周藏，日本政治人物

### 20日
- 費德里科·德格托，波多黎各政治家

### 24日
- 欧仁·巴尔姆，法國男子射擊運動員。

### 25日
- 约翰·坦尼尔，英國插畫家[3]

## 3月

### 1日
- 第四代明托伯爵吉爾伯特·艾略特-默里-基寧蒙德，英國貴族和政治家，兩屆加拿大總督[4]
- 卡洛斯·莫拉萊斯·蘭瓜斯科，多明尼加羅馬天主教神父、政治家和軍事人物，多明尼加共和國第30任總統

### 9日
- 何塞·盧西亞諾·德卡斯特羅，葡萄牙政治家，3次葡萄牙總理

### 12日
- 乔治·威斯汀豪斯，美國企業家[5]

### 13日
- 哈基姆·努爾丁，印度穆斯林學者
- 瑪麗亞·圖鮑，西班牙女演員

### 16日
- 加斯頓·卡爾梅特，法國記者，《費加羅報》編輯[6]
- 查理斯·阿爾伯特·戈巴特，瑞士政治家，諾貝爾和平獎獲得者[7]

### 18日
- 安德列亞斯·貝克，挪威探險家

### 19日
- 朱塞佩·麥卡利，義大利火山學家[8]

### 22日
- 艾倫·卡佩頓·布拉克斯頓，美國律師

### 23日
- 拉夫卡·彼得拉·喬博克·阿爾-拉耶斯，黎巴嫩馬龍派教徒、羅馬天主教和東方天主教修女和聖人

### 25日
- 弗雷德里克·米斯特拉尔，法國作家，諾貝爾獎獲得者[9]

### 31日
- 克利斯蒂安·摩根斯坦，德國詩人和作家[10]

## 4月

### 1日
- 魯布·瓦德爾，美國棒球運動員和 MLB 名人堂成員

### 2日
- 保羅·海斯，德國作家，諾貝爾獎獲得者[11]

### 7日
- 阿尤布·汗，阿富汗埃米爾
- 水仙花，英國出生的作家[12]

### 11日
- 埃琳娜·格拉，義大利羅馬天主教宗教人士

### 15日
- 白加，英國軍人和殖民地總督。
- 霍赫瑙的弗雷德里克伯爵

### 16日
- 喬治·希爾，美國天文學家和數學家
- 傑辛塔·帕雷霍，委內瑞拉公眾人物，委內瑞拉第一夫人

### 19日
- 查理斯·桑德斯·皮爾斯，美國哲學家
- 昭憲皇太后，明治天皇的皇后妃子[13]

### 24日
- 本尼迪克特·門尼，義大利羅馬天主教神父和聖人

### 25日
- 蓋薩·費耶瓦爾里，匈牙利第16任總理

### 26日
- 爱德华·修斯，奧地利地質學家

### 28日
- 菲利普·范蒂盖姆，法國植物學家

## 5月

### 2日
- 第九代阿蓋爾公爵約翰·坎貝爾，英國路易絲公主的丈夫

### 3日
- 伊莉莎白·萊瑟爾，法國羅馬天主教神秘主義者和上帝的僕人

### 8日
- 塞思·埃杜爾吉·丁肖，印度帕西慈善家

### 9日
- 查理斯·威廉·波斯特，美國穀物製造商

### 10日
- 威廉·亞力山大·史勿夫，英国爵士。基督少年軍的創辦人。
- 莉蓮·諾迪卡，美國歌劇演唱家[14]

### 12日
- 歐亨尼奧·蒙特羅·里奧斯，西班牙第29任首相

### 15日
- 艾達·弗洛因德，奧地利出生的英國化學家和教育家[15]

### 23日
- 威廉·奥康奈尔·布拉德利，來自肯塔基州的美國政治家

### 26日
- 雅各·裡斯，丹麥裔美國社會改革家

### 27日
- 約瑟夫·斯旺，英國科學家[16]

### 29日
- 約瑟夫·熱拉爾，法國羅馬天主教神父和祝福

## 6月

### 10日
- 法尤姆主教亞伯拉罕，埃及科普特東正教主教和聖人

### 11日
- 阿道夫·腓特烈五世，梅克倫堡-施特雷利茨大公

### 14日
- 阿德莱·史蒂文森一世，美國第23任副總統

### 15日
- 約翰·羅伯特·西特靈頓·斯特雷特，美國古典學者和考古學家

### 19日
- 布蘭登·湯瑪斯，英國演員和劇作家[17]

### 21日
- 伯莎·馮·薩特納，奧地利作家和和平主義者，諾貝爾和平獎獲得者[18]

### 22日
- 潘納萊，泰國公主妃

### 25日
- 格奧爾格二世，薩克森-邁寧根公爵

### 28日
- 弗朗茨·斐迪南大公，奧匈帝國皇帝法蘭茲·約瑟夫一世之弟卡爾·路德維希大公之長子（被暗殺）
- 霍恩贝格女公爵苏菲，弗朗茨·斐迪南大公的妻子（遇刺）[19]

## 7月

### 2日
- 约瑟夫·张伯伦，英國政治家[20]

### 6日
- 喬治·萊加紐，法國先驅飛行員

### 9日
- 圖恩和塔克西斯的古斯塔夫王子

### 12日
- 霍勒斯·哈蒙·盧頓，美國最高法院大法官

### 17日
- 路易士·烏里韋，智利海軍英雄

### 19日
- 塞缪尔·G·W·本杰明，美國作家、記者、藝術家和外交官

### 21日
- 卡爾·馮·齊拉爾茲，捷克出生的奧地利法學家和政治家

### 23日
- 弗拉基米爾·梅切爾斯基，俄羅斯記者和小說家

### 29日
- 彼得羅·佩斯，馬爾他羅馬天主教主教

### 31日
- 尚·饒勒斯，法國和平主義者（遇刺）[21]

## 8月

### 3日
- 白朗，清末民初河南馬賊、農民軍領袖。

### 4日
- 休伯汀·奧克萊特，法國女權主義者

### 6日
- 馬克西姆·桑多維奇，俄羅斯東正教神父、烈士和聖人
- 艾倫·艾克森·威爾遜，美國第一夫人

### 8日
- 馬丁-保羅·桑巴，喀麥隆叛軍領導人（被處決）
- 魯道夫·杜亞拉·曼加·貝爾，喀麥隆抵抗運動領導人（被處決）

### 9日
- 罗克·萨恩斯·培尼亚，阿根廷第16任總統
- 亨利·博纳富瓦，法國男子射擊運動員。

### 12日
- 約翰·菲力浦·霍蘭德，愛爾蘭潛艇開發者[22]

### 15日
- 阿道夫·卡蘭薩，阿根廷律師

### 20日
- 庇護十世，教宗。

### 23日
- 薩克森-邁寧根的腓特烈
- 羅伯特·斯特蘭奇，美國聖公會主教

### 26日
- 阿奇里·皮埃爾·德方丹，法國將軍（因在行動中受傷而死）

### 27日
- 歐根·博姆-巴維克，奧地利經濟學家

### 28日
- 萊貝雷希特·馬斯，德國海軍上將（陣亡）

### 30日
- 亚历山大·萨姆索诺夫，俄羅斯將軍（自殺）

## 9月

### 3日
- 阿爾貝里克·馬格納德，法國作曲家

### 5日
- 查理斯·佩吉，法國詩人、散文家和編輯[23]

### 11日
- 米爾恰·德米特里亞德，羅馬尼亞詩人、劇作家和演員[24]
- 伊斯梅爾·加斯普林斯基，克里米亞韃靼知識份子

### 13日
- 穆斯塔法·法赫米·帕夏，埃及政治家，埃及第7任總理

### 14日
- 尼古拉斯·薩莫拉，菲律賓衛理公會牧師兼主教[25]

### 15日
- 庫斯·德拉雷伊，布爾將軍

### 16日
- 路易·巴克，法國男子足球運動員
- C.X.拉拉比，美國商人

### 22日
- 亞蘭·傅尼葉，法國作家（陣亡）[26]

### 26日
- 奧古斯特·馬克，德國畫家（陣亡）

### 28日
- 理查德·沃伦·西尔斯，西爾斯、羅巴克公司的美國創始人

### 29日
- 让·布安，法國男子田徑運動員。

## 10月

### 1日
- 基蒂·朗伊·謝朗，挪威畫家

### 10日
- 卡罗尔一世，羅馬尼亞親王[27]

### 12日
- 奧列格·康斯坦丁諾維奇，俄羅斯親王

### 16日
- 維克多·阿諾德，奧地利演員
- 聖朱利亞諾侯爵安東尼諾·派特諾·卡斯特羅，義大利外交官

### 17日
- 阿道夫·薩爾迪亞斯，阿根廷歷史學家、律師、政治家、士兵和外交官
- 沃爾德克和皮爾蒙特的沃拉德王子

### 19日
- 胡里奧·阿根廷諾·羅卡，阿根廷將軍和政治家，兩屆阿根廷總統

### 21日
- 迪米特里·斯图尔扎，4次羅馬尼亞總理

### 23日
- 何塞·埃瓦里斯托·乌里武鲁，阿根廷政治家，阿根廷第12任總統

### 24日
- 葉夫根尼婭·姆拉維娜，俄羅斯女高音

### 27日
- 莫里茨王子，巴騰堡王子。

### 28日
- 巴伐利亞的阿黛爾岡德，摩德納公爵夫人，巴伐利亞國王路德維希一世的女兒。
- 費德里科·佩利蒂，義大利麵包師

## 11月

### 1日
- 克裡斯托弗·克拉多克，英國海軍上將（陣亡）[28]

### 3日
- 喬治·特拉克爾，奧地利詩人（自殺）[29]

### 5日
- 奥古斯特·魏斯曼，德國進化生物學家[30]

### 9日
- 薩克森-阿爾滕堡的特蕾莎

### 11日
- 罗纳德·布雷布纳，英國男子足球運動員

### 14日
- 第一代羅伯茨伯爵弗雷德里克·羅伯茨，英國陸軍元帥

### 17日
- 薩塔爾·汗，伊朗憲政改革家和民族英雄[31]

### 21日
- 撒迪厄斯·龐德，美國商人和政治家

### 28日
- 约翰·威廉·希托夫，德國物理學家[32]

## 12月

### 1日
- 阿尔弗雷德·赛耶·马汉，美國海軍上將、地緣戰略家和歷史學家[33]

### 8日
- 馬克西米連·馮·斯比，德國海軍上將（陣亡）[34]

### 9日
- 米切尔·加里·奥尔福德，美國第25任肯塔基州副州長

### 14日
- 乔万尼·斯甘巴蒂，義大利鋼琴家和作曲家[35]

### 16日
- 伊万·扎伊茨，克羅埃西亞作曲家[36]

### 24日
- 约翰·缪尔，美國博物學家[37]

## 日期不详
- 威廉·沃尔夫·凯普斯，英国学者和图书馆员
- 傑漢達德汗，阿富汗埃米爾（被處決）